# مهاجرت (فیلم ۲۰۲۳)
مهاجرت (به انگلیسی: Migration) فیلم پویانمایی رایانه‌ای کمدی ماجراجویی آمریکایی به کارگردانی بنجامین رنر، کارگردانی مشترک گایلو هومزی و نویسندگی مایک وایت است. این فیلم که توسط ایلومینیشن تهیه و توسط یونیورسال پیکچرز توزیع شده‌است، صداپیشگی کمیل نانجیانی، الیزابت بنکس، آکوافینا، کیگان-مایکل کی، دیوید میچل، کارول کین، کاسپار جنینگز، تری گزال و دنی دویتو را همراه دارد. داستان یلم خانواده ای از مرغابی‌های سرسبز را دنبال می‌کند که سعی دارند پدر بیش از حد محافظ خود را متقاعد کنند که به تعطیلات بروند و سعی کنند از نیوانگلند، از طریق نیویورک سیتی و به سوی جامائیکا مهاجرت کنند.
ایلومینیشن تولید فیلم را در فوریه ۲۰۲۲ اعلام کرد و رنر، هومزی و وایت به ترتیب به عنوان کارگردان‌ها و نویسنده استخدام شدند. رنر که پیش از این کارگردانی فیلم‌های انیمیشن سنتی را بر عهده داشت، وظیفه داشت سبک طراحی ساده‌اش را برای یک نسخه رایانه‌ای اقتباس کند. در استخدام رنر، رئیس استودیو و تهیه‌کننده کریس ملداندری به دنبال تمرکز بر دیدگاه یک فیلمساز برای پروژه در مقایسه با فیلم‌های اخیر ایلومینیشن بود. جان پاول موسیقی متن را ساخته‌است که دومین همکاری او با ایلومینیشن پس از لوراکس (۲۰۱۲) است.
مهاجرت در ۱۹ اکتبر ۲۰۲۳ در تورین به نمایش درآمد و در ۲۲ دسامبر همان سالدر ایالات متحده اکران شد. این فیلم نقدهای عموماً مثبتی از سوی منتقدان دریافت کرد و فروش جهانیِ بیش از ۲۲۱ میلیون دلاری داشته‌است.

## صداپیشه‌ها
- کمیل نانجیانی در نقش ماک، پدر مضطرب مرغابی‌ها
- الیزابت بنکس در نقش پم، مادر جسور و زودباور مرغابی‌ها
- آکوافینا در نقش رهبر یک باند کبوتر در نیویورک سیتی
- کیگان-مایکل کی در نقش دلروی، یک مکائوی سرخ‌فام دلتنگ با لهجه جامائیکایی که در رستورانی در منهتن قفل شده‌است
- دیوید میچل در نقش رهبر یوگای یک مزرعه اردک
- کارول کین در نقش ارین، یک حواصیل که مرغابی‌ها در سفرشان با او دوست می‌شوند
- کاسپار جنینگز در نقش داکس، پسر مطمئن و بی‌قرار خانواده مرغابی‌ها
- ترسی گزل در نقش گوئن، دختر معصوم و دوست داشتنی مرغابی‌ها
- دنی دویتو در نقش دن، عموی پرخاشگر و ماجراجوی مرغابی‌ها[۵]

## انتشار
مهاجرت در ۲۲ دسامبر ۲۰۲۳ منتشر شد. این فیلم قبلاً قرار بود در ۳۰ ژوئن ۲۰۲۳ منتشر شود، اما به تاریخ اکران کنونی آن انتقال یافت و روبی گیلمن، کراکن نوجوان از دریم‌ورکس انیمیشن، جایگاه انتشار آن را گرفت.
در ۱۴ ژوئن ۲۰۲۳، ایلومینیشن پیش نمایش ۲۵ دقیقه ای ویژه ای از مهاجرت را در جشنواره بین‌المللی فیلم انیمیشن انسی ارائه داد و رنر و تهیه‌کننده کریس ملداندری در این رویداد حضور داشتند.

## بازخورد

### گیشه
تا ۲۹ ژانویه ۲۰۲۴، مهاجرت ۱۱۶٫۲ میلیون دلار در ایالات متحده و کانادا و ۱۴۰ میلیون دلار در سایر مناطق، به مجموع ۲۵۶٫۲ میلیون دلار در سراسر جهان درآمد داشته است.

### منتقدان
در وبگاه جمع‌آوری نقد راتن تومیتوز، ٪۷۲ از ۸۵ بررسی منتقدان مثبت است و میانگینِ امتیاز آن ۶٫۲/۱۰ است. اجماع این وبگاه چنین می‌نویسد: «انیمیشن زیبا و عملکرد سرگرم‌کنندهٔ صداپیشگانِ با استعداد به مهاجرت کمک می‌کند تا علی‌رغم داستانی که چندان متمایز از گله نیست، بتواند پرواز کند.» این فیلم در متاکریتیک که از میانگین وزنی استفاده می‌کند، بر اساس نظر ۲۰ منتقدین امتیاز ۵۶ از ۱۰۰ را کسب کرده که نشان‌گر «نقدهای مختلط یا متوسط» است. تماشاگران مورد بررسی سینماسکور به فیلم نمره متوسط «A» را در مقیاس A+ تا F دادند، در حالی که پست ترک گزارش داد که ۷۹٪ از تماشاگران فیلم به آن نمره مثبت دادند و ۵۲٪ گفتند که قطعاً فیلم را توصیه می کنند.

### جایزه‌ها
| جایزه                | تاریخ برگزاری مراسم | دسته‌بندی                                            | دریافت‌کننده                                       | نتیجه    | منبع   |
| -------------------- | ------------------- | --------------------------------------------------- | ------------------------------------------------- | -------- | ------ |
| جایزه موسیقی هالیوود | ۱۵ نوامبر ۲۰۲۳      | بهترین موسیقی متن - فیلم انیمیشن                    | جان پاول                                          | نامزدشده | [ ۱۳ ] |
| جوایز آنی            | ۱۷ فوریه ۲۰۲۴       | دستاورد برجسته برای صداپیشگی در تولید انیمیشن بلند  | تریسی گزال                                        | نامزدشده | [ ۱۴ ] |
| انجمن جلوه‌های بصری   | ۲۱ فوریه ۲۰۲۴       | فیلمبرداری مجازی برجسته در یک پروژه گرافیک رایانه‌ای | گیلو حمسی، دیمین باپست، آنتوان کولت، دیوید دانگین | نامزدشده | [ ۱۵ ] |